# حياة فودانشي في المدرسة الثانوية
حياة فودانشي في المدرسة الثانوية (باليابانية: 腐男子高校生活، بالروماجي: Fudanshi Kōkō Seikatsu) هي سلسلة مانغا يابانية من تأليف ميتشينوكو أتامي نشرت من قبل إيتشيجينشا [الإنجليزية] مجلة زيرو-سوم أونلاين منذ 25 سبتمبر عام 2015 حتى 7 سبتمبر عام 2018، تم تجميع فصول المانغا في 5 مجلدات تانكوبون. أنتجت المانغا إلى مسلسل أنمي تلفزيوني من إنتاج استوديو إي إم تي سكويريد، عرض الأنمي في 5 يوليو عام 2016 واستمر عرضه حتى 20 سبتمبر عام 2016، وتكون 12 حلقة.

## القصة
تدور أحداث القصة عن ريو ساكاغوتشي هو طالب عادي في مدرسة الثانوية، لكنه يخفي
سر عميق ومظل، هو أنه فودانشي وهوايته الوحيدة هي قراءة المانغا التي تدور حول ياوي، ويواجه صعوبة في فهم كيف لا يجد الآخرون نفس السعادة في هوايته، لكن هل سيجد ريو معجبين آخرين ليشاركهم هوايته.

## الشخصيات
ريو ساكاغوتشي (باليابانية: 坂口 亮، بالروماجي: Sakaguchi Ryō)
أداء صوتي: واتارو هاتانو
توشياكي ناكامورا (باليابانية: 中村 俊明، بالروماجي: Nakamuara Toshiaki)
أداء صوتي: كينجي نوجيما
رومي نيشيهارا (باليابانية: 西原 ルミ، بالروماجي: Nishihara Rumi)
أداء صوتي: أيا سوزاكي
يوجيرو شيراتوري (باليابانية: 白鳥 勇次郎، بالروماجي: Shiratori Yūjirō)
أداء صوتي: تاتسوهيسا سوزوكي
أكيرا أويدا (باليابانية: 上田 アキラ، بالروماجي: Ueda Akira)
أداء صوتي: توشيكي ماسودا
دايغو (باليابانية: 台後، بالروماجي: Daigo)
أداء صوتي: كوتارو نيشياما
كيتشي (باليابانية: 圭一، بالروماجي: Keichi)
أداء صوتي: كاتسوهيرو توكويشي
ريجي (باليابانية: レイジ، بالروماجي: Reiji)
أداء صوتي: نوريهيتو هاسي
كانا-تشان (باليابانية: かなちょん، بالروماجي: Kana chan)
أداء صوتي: يويكو تاتسومي [الإنجليزية]

## وصلات خارجية
- حياة فودانشي في المدرسة الثانوية على موقع إيتشيجينشا [الإنجليزية] نسخة محفوظة 2016-04-21 على موقع واي باك مشين. باللغة اليابانية
- موقع الأنمي الرسمي نسخة محفوظة 17 يناير 2022 على موقع واي باك مشين. باللغة اليابانية